# Fender VI
Der Fender VI (auch Fender Bass VI) ist ein sechssaitiges E-Bass-Modell des US-amerikanischen Musikinstrumentenherstellers Fender.

## Geschichte
Das Modell wurde im Jahr 1961 in die Produktpalette aufgenommen und ging als Fender VI oder „Jaguar Bass“ in die Geschichte ein, letzteres wegen seiner optischen Ähnlichkeit und zur E-Gitarre Fender Jaguar. Dies kann heutzutage zu Verwechslungen mit dem erst über 40 Jahre später herausgebrachten Fender Jaguar Bass führen.
Der Fender VI wird eine Oktave tiefer als eine Gitarre (gelegentlich auch wie eine Baritongitarre) gestimmt und hat einen verhältnismäßig schmalen Hals, der nur um weniges länger ist als der einer E-Gitarre. Dies sollte Gitarristen den Umstieg auf den Bass erleichtern.
Der Fender VI wurde nicht entwickelt, um mit den Bassklassikern Fender Precision Bass und Fender Jazz Bass zu konkurrieren, sondern war angelehnt an das damals einzige sechssaitige E-Bass-Modell des Herstellers Danelectro und sollte Fender entsprechende Marktanteile sichern.
Neben Fender haben auch andere Hersteller Bass VI hergestellt, beispielsweise Squier, Ibanez und Schecter, inklusive dem Robert Smith-Signature "ULTRACURE VI".

## Konstruktion
Der Bass hat 21 Bünde, drei Tonabnehmer in Einzelspulen-Bauweise (Single Coil), einen Vibratohebel und einen asymmetrischen Korpus.
Der Fender VI unterscheidet sich erheblich vom Konzept der Bassklassiker Fender Precision Bass und Fender Jazz Bass dahingehend, dass er sechs anstelle von vier Saiten, einen geringeren Saitenabstand, eine kürzere Mensur, drei separat ansteuerbare Tonabnehmer sowie einen Vibratohebel besitzt. Der in seiner Konstruktion als Lead-Instrument ausgerichtete Fender VI unterscheidet sich entsprechend auch in klanglicher Hinsicht von den Klassikern Precision Bass und Jazz Bass. Aufgrund geringer Nachfrage und des relativ hohen Anschaffungspreises wurde die Produktion 1977 nach nur 800 gebauten Exemplaren eingestellt, weshalb Exemplare aus der Originalproduktion jener Jahre heute hochbezahlte gesuchte Objekte sind. 1995 erschien ein Reissue-Modell nach den Spezifikationen von 1962 aus japanischer Produktion, jedoch mit etwas längerer Mensur (30,3 Zoll).
Im Jahr 2013 legte Fender das Instrument als Bass VI in einer modernisierten Variante im Rahmen der Pawn-Shop-Serie neu auf; die Besonderheiten sind hierbei als Bridge-Pickup ein Humbucker in P-90-Optik, ein Fünffach-Wahlschalter statt einzelner Schalter für jeden Pickup und der Wegfall der Chromabdeckung des Elektronikfachs, das jetzt vom Schlagbrett mit abgedeckt wird.

## Bekannte Fender VI-Spieler
Die bekannteste Gruppe, die einen Fender VI verwendete, waren die Beatles. Sie erwarben das Instrument im Jahr 1968. Es wurde von den Gitarristen John Lennon und George Harrison eingesetzt, wenn Beatles-Bassist Paul McCartney Gitarre oder Keyboard spielte. Der Bass ist auf einer Reihe von Stücken auf dem sogenannten „Weißen Album“ zu hören. Daneben spielt George Harrison ihn in dem Promotion-Film zu dem Lied Hey Jude.
Die englische Instrumentalband Shadows mit ihrem Sologitarristen Hank Marvin verwendete den Fender VI unter anderem für die Stücke Stingray, Alice in Sunderland sowie Late Night Set. Kurioserweise fungierte der Fender VI hier nicht als Bassgitarre, sondern als Melodieinstrument. Ein weiterer Musiker, der den Fender VI benutzte, war Roy Babbington (Soft Machine). Jack Bruce spielte in seiner Anfangszeit bei Cream Mitte der 1960er-Jahre ebenfalls einen Bass VI (zu hören auf dem ersten Album der Band, Fresh Cream).
Erstmals als Solo-Gitarre setzte Jet Harris (Ex-Mitglied der Shadows) den Bass 1962 ein. Er hatte mit dem Musikstück Diamonds 1963 einen Nr.-1-Hit in England. Ab 1975 setzte Henk Bruysten (Hank the Knife and the Jets) den Fender VI ein. Das Instrument dominierte den größten Erfolg der Band, Guitar King.
Ende der 1970er-Jahre geriet der Bass VI in Vergessenheit, bis Robert Smith ihn bei The Cure wieder verstärkt einsetzte – zu hören unter anderem in den Liedern Faith, Pictures of You und Lullaby.
Der Bassist der Band Blink-182, Mark Hoppus, nutzte diesen Bass bei einigen Auftritten für das Lied I Miss You. Außerdem ist dieser Bass bei dem Lied All of This (auf dem Untitled Album) zu hören, das Blink-182 zusammen mit Robert Smith eingespielt haben.